# Kouprasith Abhay
Major-General Kouprasith Abhay (em laociano:  ກຸປຣະສິທທິ໌ ອະພັຍ; apelidado 'Fat K'; 1926–1999?) foi um destacado líder militar do Reino do Laos durante a Guerra Civil Laociana. Descendente de uma família socialmente proeminente, sua carreira militar foi consideravelmente auxiliada pela influência deles. No início de 1960, foi nomeado para o comando da Quinta Região Militar, que incluía a capital do Laos, Vientiane. Afastado desse comando a 14 de dezembro por participação dúbia na Batalha de Vientiane, foi reconduzido em outubro de 1962. Exerceu o cargo até 1 de julho de 1971, controlando assim as tropas na capital e arredores. Ao longo dos anos, estaria envolvido de uma forma ou de outra nos golpes de 1960, de 1964, de 1965, de 1966  e de 1973. Seu serviço foi marcado por uma rivalidade mortal com outro general laosiano, Thao Ma; essa rixa foi a grande responsável pelas duas últimas tentativas de golpe contra o governo.
Depois que o governo real do Laos caiu para os comunistas em 1975, Kouprasith retirou-se para o exílio na França.